# بدر الدين بن جماعة
بدر الدين بن جماعة أبو عبد الله الكناني الحموي، شيخ الإسلام وقاضي القضاة في الشام ومصر وخطيب المسجد الأقصى والجامع الأزهر والجامع الأموي، (639 هـ- 733 هـ)، ولد في حماة وعاش فيها وتنقل وعاش فترة بدمشق ومصر.

## اسمه ونسبه
- هو: محمد بن إبراهيم بن سعد الله بن جماعة بن علي بن جماعة بن حازم بن صخر المالكي الكناني من بني مالك بن كنانة من قبيلة كنانة العدنانية.[3] وكنيته: أبو عبد الله، ولقبه: بدر الدين، وله ابن عالم وهو عز الدين بن جماعة.

## ولادته ونشأته
ولد شهر ربيع الثاني سنة 639 هجري في حماة في سورية الشام. ونشأ بدر الدين بن جماعة في أسرة عربية مشهورة بالعلم والصلاح حيث كان والده وأخواه من أهل الحديث والعلم والتقوى.

## طلبه العلم الشرعي
سعى بدر الدين ابن جماعة منذ صغره في طلب العلم في حماة ودمشق والقدس والقاهرة والإسكندرية وقوص فدرس الفقه والأصول والتفسير والنحو والمعاني والبيان وقد نال أول إجازة له وهو في سن السابعة من عمره. كتب له ابن دانيال الكحال (طبيب العيون) رجزاً في ذكر من ولي القضاء بمصر (بدءاً من فتحها حتى المائة الثامنة) وهو الرجز الذي شرحه ابن حجر العسقلاني في كتابه «رفع الإصر عن قضاة مصر.»

## شيوخه وتلامذته

### من شيوخه
- أبوه إبراهيم بن سعد الله بن جماعة الكناني
- إسماعيل بن عزون الأنصاري
- ابن كليب
- الكمال بن عبد
- الرضى بن البرهان
- الرشيد العطار
- الواني بن أبي اليسر
- ابن عبد الله
- أحمد بن المفرج بن علي بن عبد العزيز بن مسلمة الدمشقي
- عبد الله بن عبد الوارث بن الأزرق [4]

### من تلامذته
- الذهبي [9]
- ابن جابر المغربي [10]
- ابن كثير [11]
- ابن قيم الجوزية [11][12]
- تاج الدين عبد الوهّاب بن علي السبكي [13]
- قطب الدين السّنباطي [14]
- علي بن جابر الهاشمي [15]
- القاسم البرزالي [16]
- شمس الدين محمد بن عقيل [17]
- أبو حيان الغرناطي [18]
- كمال الدين ثعلب بن جعفر الأُدْفُوِيّ [19]
- صلاح الدين الصفدي [20]
- محمد بن إسحاق بن محمد المرتضى [21]
- ابنه عز الدين عبد العزيز بن محمد بن إبراهيم بن جماعة [22]
- هاجر بنت أبي الطاعة.[23]

## مناصبه

### في القضاء
- قضاء القدس [4]
- قضاء مصر [4]
- قضاء الشام وخطابة الجامع الأموي [4]

### في الخطابة
- خطابة المسجد الأقصى في القدس [24]
- خطابة الجامع الأزهر في مصر [4]
- خطابة الجامع الأموي في دمشق [25]

### في التدريس
- المدرسة القيمرية [26]
- المدرسة العادلية الكبرى في دمشق [27]
- المدرسة الشامية البرانية في دمشق [28]
- المدرسة الناصرية الجوانية في دمشق [29]
- المدرسة الغزالية في دمشق [30]
- المدرسة الصالحية في مصر [31]
- المدرسة الناصرية في مصر [31]
- المشهد الحسيني في مصر [31]
- المدرسة الكاملية في القاهرة [32]
- جامع ابن طولون في القاهرة [33]
- جامع الحاكم في القاهرة [34]
- زاوية الشافعي في القاهرة [35]
- المدرسة الخشابية في القاهرة [32]

## مؤلفاته
كان بدر الدين ابن جماعة غزير العلم وافر التأليف فيه فألف في التفسير وعلوم القرآن والفقه والأخلاق والتاريخ والوعظ والنحو والفلك وغيرها ومن مؤلفاته:
- الأربعون حديثاً التساعية الإسناد.[37]
- أرجوزة في الخفاء [38]
- أنس المذاكرة فيما يستحسن في المذاكرة [39]
- أوثق الأسباب [40]
- إيضاح الدليل في قطع حجج أهل التعطيل [41]
- التبيان في مبهمات القرآن [42]
- تجنيد الأجناد وجهات الجهاد [43]
- مختصر في فضل الجهاد [44]
- تحرير الأحكام في تدبير جيش أهل الإِسلام [45]
- تذكرة السامع والمتكلم في آداب العالم والمتعلم [46]
- تراجم البخاري [47]
- غُرر البيان فيمن لم يسم في القرآن [48]
- كشف المعاني في متشابه المثاني [49]
- مسند الأجناد في آلات الجهاد [48]
- المنهل الروي في علوم الحديث النبوي [48]
- حجة السلوك في مهاداة الملوك [50]
- التنزيه في إبطال حجج التشبيه [51]
- تنقيح المناظرة في تصحيح المخابرة [52]
- ديوان خطب [53]
- الضياء الكامل في شرح الشامل [54]
- المختصر الكبير في السيرة النبوية [55] وقيل إنه لابنه عز الدين ابن جماعة
- المسالك في علم المناسك، [56]
- الرد على المشبهة [57]
- رسالة في الإسطرلاب [58]
- الطاعة في فضيلة صلاة الجماعة [59]
- العمدة في الأحكام [60]
- الفوائد الغزيرة المستنبطة من حديث بريرة [48]
- الفوائد اللائحة من سورة الفاتحة [48]
- كشف الغمة في أحكام أهل الذمة [48]
- مشيخة بدر الدين بن جماعة بتخريجه [61]
- مشيخة بدر الدين بن جماعة بتخريج علم الدين البرزالي [61]
- مشيخة بدر الدين بن جماعة بتخريج المعشراني [61]
- المقتص في فوائد تكرار القصص [43]
- مقدمة في النحو [62]
- لسان الأدب [63]
- نور الروض [64]

## ثناء العلماء عليه
قال عنه تلميذه الإمام الذهبي:
| بدر الدين بن جماعة | وله مشاركةٌ حَسَنَةٌ في علومِ الإسلام، مَعَ دِينٍ وتَعَبُّدٍ، وتَصَوّفٍ، وأوصاف حَميدةٍ، وأحْكَامٍ محمودةٍ، وله النظم والنَّثْر، والخطب والتَّلامذة، والجلالة الوافرة، والعقل التَّام، والخلق الرَّضي، فالله يُحسِن خاتمته، وهو أشعريّ فاضل | بدر الدين بن جماعة |

وقال عنه تلميذه ابن جابر:
| بدر الدين بن جماعة | الشيخ الأجل الفقيه المفتي الخطيب قاضي قضاة الديار المصرية وشيخ شيوخ خوانقها ومحدثها وعالمها ... وما علم عليه في جميع ولايته إلا خيرا مع أنها نحو الخمسين عاما | بدر الدين بن جماعة |

وقال عنه تاج الدين السبكي:
| بدر الدين بن جماعة | شيخنا قاضي القُضَاة بدر الدِّين.. حاكِمُ الإقليمَيْن مِصْراً وشاماً، وناظِمُ عَقْدِ الفَخَار الذي لا يُسَامي، مُتَحَلٍّ بالعَفاف، مُتَخَلٍّ إلاَّ عن مِقدار الكفاف، مُحَدِّثٌ فقيه، ذو عَقلٍ لا يقوم أساطينُ الحُكماء بما جَمَع فيه | بدر الدين بن جماعة |

وقال عنه أبو الفداء:
| بدر الدين بن جماعة | حسن المجموع، كان ينطوي على دِين، وتَعَبُّدٍ، وتَصَوّن، وتصوّف، وعقل، ووقارٍ، وجلالةٍ وتواضع، وحمدت سيرته، ورزق القبول مِن الخاص والعام، وتنزّه عن معلوم القضاء لفتاهُ مُدَّه… ومحاسنه كثيرة | بدر الدين بن جماعة |

وقال عنه الإسنوي:
| بدر الدين بن جماعة | اشتغل بعلوم كثيرة وصنف في كثير منها وأنشأ الشعر الحسن أفتى قديما وعرضت فتاواه على النووي فاستحسن ما أجاب به | بدر الدين بن جماعة |

وقال عنه ابن كثير:
| بدر الدين بن جماعة | قاضي القُضَاة العالم شيخ الإسلام بدر الدِّين أبو عبد الله.. وسمع الحديث واشتغل بالعِلْمِ، وحَصَّل علوماً متعَدِّدَة، وتَقَدَّم، وسادَ أقرانه… مع الرِّئاسة والدِّيانة والصِّيانَة والورع، وكفّ الأذى… وجمع له خطباً كان يخطب بها في طيب صوت فيها وفي قراءته في المحراب وغيره | بدر الدين بن جماعة |

وقال عنه ابن حجر العسقلاني:
| بدر الدين بن جماعة | وقال الذَّهبيُّ: كان قوي المشاركة في الحديث عارفاً بالفقه وأصوله، ذكيَّاً فطناً متفنِّناً،ورعاً صَيِّناً تام الشَّكل، وافر العقل، حسن الهدى، متين الدَّيانة، ذا تعبّدٍ وأورادٍ، وكان في ولايته الثانية قد كثرت أمواله فترك الأخذ على القضاء عِفَّة، ثُمَّ ثَقل سمعه، ثُمَّ أضَرَّ، فصرف نفسه، وكان صاحب معارف يضرب في كُلِّ فَنٍّ بِسَهْمٍ، وله وقع في النفوس، وجلالة في الصّدور، وكان مليح الهيئة، أبيض مُسْمتاً مستدير اللِّحية، نقي الشَّيبة، جميل البزّة، دقيق الصَّوت، ساكناً وقوراً، وحجّ مِراراً، وكان عارفاً بطرائق الصُّوفيَّة، وقُصِدَ بالفتوى، وكان مسعوداً فيها. | بدر الدين بن جماعة |

وقال عنه ابن قاضي شهبة:
| بدر الدين بن جماعة | وانقطع بمنزله قريباً مِن ستّ سنين، يُسْمَعُ عليه، ويُتبرَّكُ بهِ إلى أن تُوفِّي | بدر الدين بن جماعة |

وقال عنه محمد بن فهد الهاشمي المكي:
| بدر الدين بن جماعة | اشتغَلَ وحصَّل، وشارك في فنون مِنَ العِلْمِ فتبحَّرَ فيها، وتميَّز في التَّفسير والفقهِ، وعني بالرِّواية فجمع وصنَّف، واشتهر صيته، وليَ قضاء الإقليمين فَحُمِدت سيرته | بدر الدين بن جماعة |

وقال عنه القطب:
| بدر الدين بن جماعة | مِن بيت عِلْمٍ وزهادة، وكانت فيه رئاسة وتودّد ولين جانب، وحسن أخلاق ومحاضرة حسنة، وقوة نفس في الحقِّ، قرأتُ بخطِّ البدر النَّابلسي: كان علاَّمة وقته، ولي القضاء والخطابة والتَّصادير الكبار، ورزق الحظ في ذاته وَبُعْدِ صيتِه، وطالت مُدّته وحَسُنت سيرته، وكان متقشِّفاً مُقتصِداً في مأكله وملبسه ومركبهِ ومسكنهِ، حسن التَّربية مِن غير عنف ولا تخجيل، ومِن وَرَعِه أنَّه لمَّا ولي تدريس الكامليَّة رأى في كتاب الوقف شرط المبيت، فجمع ما كان أخذه وهو طالب، وعاد للوقف، لأنَّهُ كان لا يبيت، ولمَّا عُزِلَ واستقرَّ جلال الدِّين القَزْويني مكانه رَكبَ مِن منزلهِ مِن مِصْرَ وجاءَ إلى الصَّالحيَّة حتَّى سَلَّمَ عليه، فعُدَّ ذلكَ مِن تواضعهِ | بدر الدين بن جماعة |

## وفاته
توفي بدر الدين محمد ابن جماعة يوم 21 من شهر جمادى الآخرة سنة 733 هـ وله من العمر 94 سنة.